# Frankrikes nationalförsamling
Nationalförsamlingen (Assemblée nationale) är det franska parlamentets andra kammare och har 577 ledamöter (på franska kända som députés). Nationalförsamlingen instiftades den 27 juni 1789 och håller sedan 1830 till i Palais Bourbon.

## Historia
Nationalförsamlingens första viktigare åtgärder var att under franska revolutionen avskaffa ståndsprivilegier, adelstitlar, förstatliga kyrkan och omgestalta den kungliga armén, samt att anta 1791 års konstitution. Det var det tredje ståndet, som förklarade sig vara nationalförsamlingen. De hade målet att göra Frankrike till ett jämlikt samhälle. Kungen stängde deras mötesplats varvid nationalförsamlingen började träffas i bollhuset istället.
Den politiska höger–vänster-skalan härstammar från den första nationalförsamlingen (1789–1791) då de revolutionära satt till vänster om talmannens bord och de konservativa till höger om detsamma.